# Dima lebenbaueri
Dima lebenbaueri (лат.) — вид жуков-щелкунов (Elateridae) из подсемейства Dendrometrinae.

## Распространение
Встречается в Южной Европе: Греция (Pieria Mts., Elatohori, 1000 м).

## Описание
Взрослый жук имеет длину от 10 до 14 мм и ширину около 5 мм. Пронотум с тонкой пунктировкой, коротким опушением и полуотстоящими волосками по бокам. Основная окраска тела коричневая. Вид был впервые описан в 2008 году немецким колеоптерологом Р. Шиммелем (Rainer Schimmel) и его итальянским коллегой Дж. Платиа (Giuseppe Platia), а его валидный статус подтверждён в ходе ревизии, проведённой в 2017 году энтомологами из Чехии (Josef Mertlik, Robin Kundrata) и Венгрии (Tamás Németh).